# 襄阳专区
襄阳专区，中华人民共和国湖北省已撤销的专区，在今湖北省西北部。
1949年置，专员公署驻襄阳县（今襄阳市）。辖襄阳、枣阳、南漳、光化、谷城、洪山、宜城、保康8县。
1951年，由襄阳县城区与樊城合并设置襄樊市，由省直辖；以光化县老河口镇设立老河口市。专区辖1市、8县。
1952年，原郧阳专区所属郧县、郧西、均县、竹山、竹溪、房县6县及孝感专区所属随县划入襄阳专区；撤销襄樊市，改设襄樊镇（县级）；撤销老河口市，并入光化县。襄阳专区辖1镇、15县。
1953年，撤销襄樊镇，复设襄樊市（县级）。1955年，撤销洪山县，并入钟祥、枣阳、随县、宜城4县。1960年，撤销均县，并入光化县。专区辖1市、13县。
1962年，恢复均县。1965年，将郧县、郧西、均县、竹山、竹溪、房县6县划归郧阳专区。襄阳专区辖1市、8县。
1970年，撤销襄阳专区，改置襄阳地区。 